# Абреу, Хулио
Эми́лио Ху́лио Абре́у (исп. Emilio Julio Abreu; 10 июня 1954, Асунсьон — 21 февраля 2022) — парагвайский пловец, участник летних Олимпийских игр 1976 года в Монреале.

## Спортивная биография
В 1976 году Абреу принял участие в летних Олимпийских игр 1976 года в Монреале. Хулио стал одним из четырёх представителей Парагвая на этих Играх. На церемонии открытия Абреу было доверено нести флаг Парагвая. В Монреале Абреу выступил в трёх дисциплинах плавательной программы. 18 июля парагвайский пловец принял участие в соревнованиях на 200-метровке баттерфляем. На предварительной стадии Эмилио в своём заплыве показал 8-й результат и выбыл из дальнейшей борьбы. 24 июля состоялись предварительные заплывы на дистанции 200 метров брассом. В первом раунде парагваец стал 6-м, показав время 2:35,22, которое не позволило ему бороться за медали. Уже на следующий день Абреу выступил в соревнованиях на комплексной 400-метровке. Здесь Хулио стал 5-м в своём заплыве, опередив двух пловцов из Венгрии и Мексики, но также, как и на двух предыдущих дистанциях Абреу остался за чертой финалистов.